# ちぃたん☆と手越祐也のホンキでいきます(仮)
『ちぃたん☆と手越祐也のホンキでいきます（仮）』（ちぃたんとてごしゆうやのホンキでいきます）は、2023年4月7日からテレビ埼玉で放送されている教育バラエティ番組。

## 概要
アーティストでありタレントの手越祐也と人気キャラクターのちぃたん☆が、視聴者の「困りごと」や「悩みごと」を解決する。手越祐也の独立後、関東地区における初めての冠番組である。
2023年4月7日（金）より放送がスタートし、埼玉県のほか、東京都・千葉県・茨城県・群馬県の一部も受信エリアに含まれる。動画配信サービス「TVer」と「日テレ無料」でも、2023年4月21日（金）より配信している。
番組内容は、番組公式Twitter、公式Instagramにて「困りごと」や「悩みごと」を募集。その中から、いつも空回りするちぃたん☆とホンキで取り組む手越が相談者の依頼を解決していく、ワクワク・ドキドキ・スッキリする番組。
進行役は手越祐也。ちぃたん☆は一緒にお手伝いをし自由なキャラを発揮する。お悩み相談は、おもに一般視聴者からであるが、芸能人が持ち込む時もある。
テレビ埼玉の番組ではあるが、他県までお悩み相談やお手伝いで出向くことが多く、これまで埼玉県、神奈川県、群馬県、東京都、和歌山県など幅広いエリアでロケを行なっている。
番組オープニングは、手越祐也の元気な声でタイトルコールがなされ、番組のロゴマークが表示される。その後、手越祐也とちぃたん☆が登場し、本日の挨拶と共にスタートする。
基本的に相談者や相談内容は手越本人だけ事前に知らされていないパターンが多く、ガチのリアクションとトークで展開する台本なし番組である。これまでも手越はバラエティ番組などで台本なしトークに慣れており、その場で考えて話すことが多いと言われている。
番組当初、ちぃたん☆は手振り身振りのみで手越と会話をしていたが、やがてコメントを書いた自筆のカンペを見せるなどして言いたいことを伝えるようになっていった。「ちぃたん☆のお散歩タイム」というミニコーナーもときおり登場する。
Xでの番組公式ハッシュタグは、#ちぃたん手越祐也である。

## 放送時間
- 毎週金曜 26:00 - 26:15 （2023年4月 - 2024年3月）
- 第2土曜 20:00 - 20:30（2024年4月 -）

## 出演者
- レギュラー出演: 手越祐也、ちぃたん☆
- 毎回のお悩み相談者（一般視聴者や芸能人など）

## 過去出演した著名人
- ドロンズ石本（お笑いコンビドロンズのメンバー）
- ラッシャー板前（タレント）
- 佐々木優介（お笑いコンビ磁石のメンバー）
- 強烈（お笑いユニット）
- ひぐちくん（お笑いコンビ髭男爵のメンバー）
- 森田正光（気象予報士）

## オープニングテーマ
- HOTEL - 手越祐也（2023年4月7日 - ）

## エンディングテーマ
- かんけーないから(feat.  ¿?Shimon )  - マイキ(2023年4月 - 2023年10月）
- 新世界のアナリスト - ちぃたん☆KISS〜愛のROCKBAND（2023年11月 - ）
- BSK - ちぃたん☆KISS〜愛のROCKBAND（2023年1月 - ）

## 放送リスト
放送日はテレビ埼玉における放送日。深夜放送分は26:00としての日付を記載。
| 回  | 放送日        | 放送内容                                                                           | ロケ地            |  |
| --- | ------------- | ---------------------------------------------------------------------------------- | ----------------- |  |
| #1  | 2023年4月7日  | 湯河原町 前編1 湘南ゴールド収穫・薪割り                                            | 神奈川県 湯河原町 |  |
| #2  | 2023年4月14日 | 湯河原町 後編 吉浜海水浴場でビーチフラッグ                                         | 神奈川県 湯河原町 |  |
| #3  | 2023年4月21日 | 昭和村編前編 道の駅あぐりーむ昭和でお手伝い                                        | 群馬県 昭和村     |  |
| #4  | 2023年4月28日 | 昭和村 後編 苺園かめハウス・昭和の森ゴルフクラブでお手伝い                         | 群馬県 昭和村     |  |
| #5  | 2023年5月5日  | 立川市編 前編 TACHIHI BREWERYでビール工場見学                                      | 東京都 立川市     |  |
| #6  | 2023年5月12日 | 立川市 中編 グリーンスプリングスのキッチンカーでお手伝いと潤徳ガルーダFCお悩み相談 | 東京都 立川市     |  |
| #7  | 2023年5月19日 | 立川市 後編 潤徳ガルーダFCサッカーボール対決                                       | 東京都 立川市     |  |
| #8  | 2023年5月26日 | 横浜市編                                                                           | ウェスティン      |  |
| #9  | 2023年6月2日  | 横浜市編                                                                           |                   |  |
| #10 | 2023年6月9日  | 桶川市編 前編 桶川市役所からスタート。男気トマト農家でお手伝い                     | 千葉県 桶川市     |  |
| #11 | 2023年6月16日 | 桶川市編 後編 道の駅「いちごの里よしみ」でお手伝い                                 | 千葉県 桶川市     |  |
| #12 | 2023年6月23日 | 東京都 前編 接客と経営の極意を学ぶ ドロンズ石本出演                                |                   |  |
| #13 | 2023年6月30日 | 東京都 後編 接客と経営の極意を学ぶ、バーガーポリス                                 |                   |  |
| #14 | 2023年7月7日  |                                                                                    |                   |  |
| #15 | 2023年7月14日 |                                                                                    |                   |  |
| #16 | 2023年7月21日 |                                                                                    |                   |  |
| #17 | 2023年7月28日 |                                                                                    |                   |  |
| #18 | 2023年8月4日  |                                                                                    |                   |  |